# 아사노 고코로
아사노 고코로(일본어: 浅野 こころ, 2002년 6월 11일~)는 일본의 AV 여배우이다.